# Horst Köhler

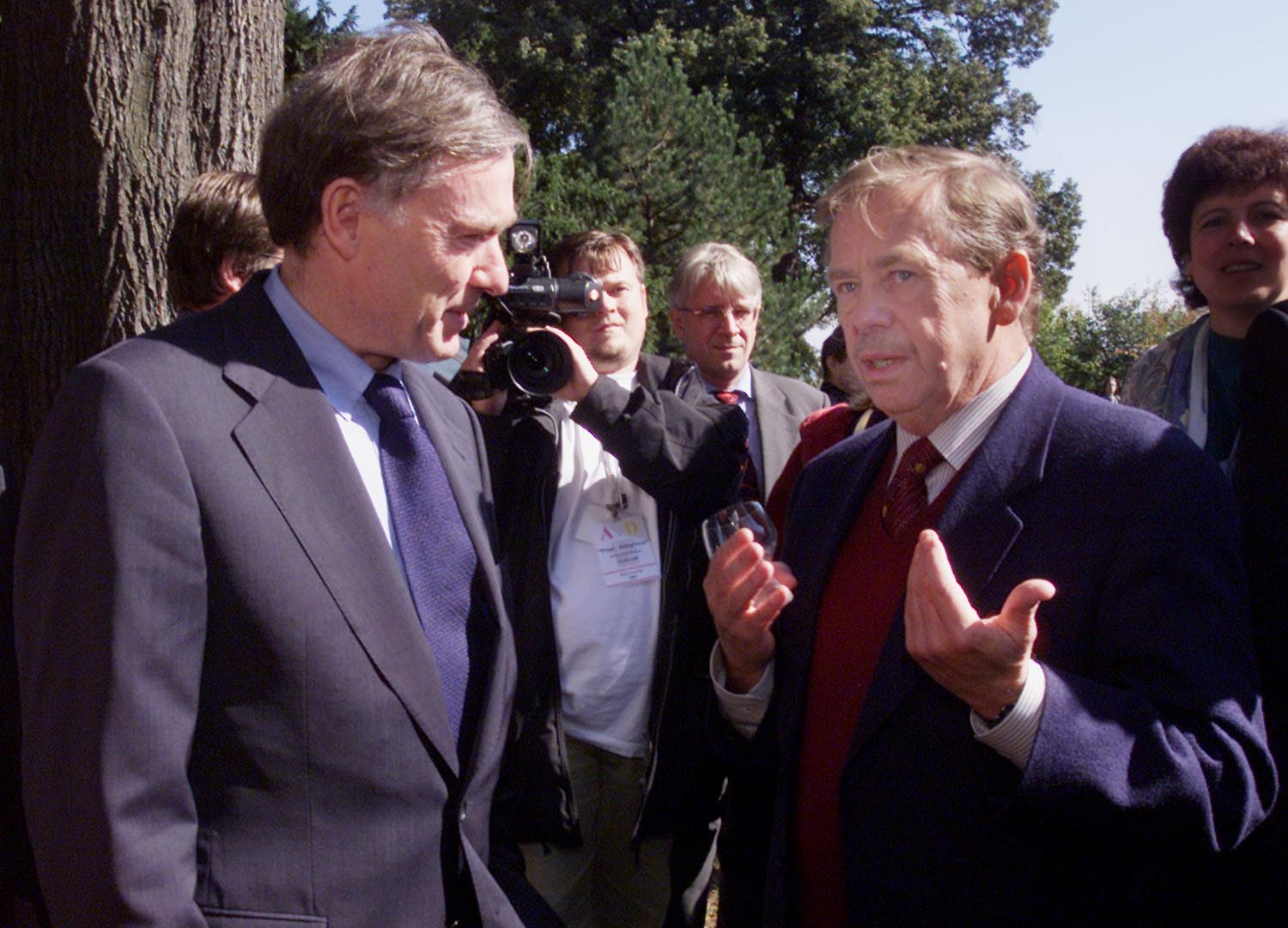
Horst Köhler (jako ówczesny szef Międzynarodowego Funduszu Walutowego) z prezydentem Czech Václavem Havlem w Pradze, we wrześniu 2000

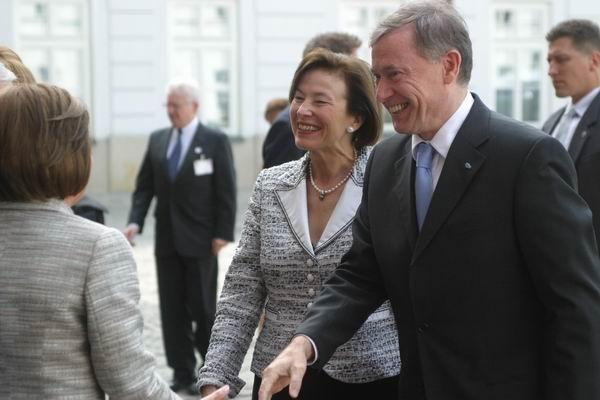
Horst Köhler z małżonką podczas wizyty w Warszawie, w maju 2006

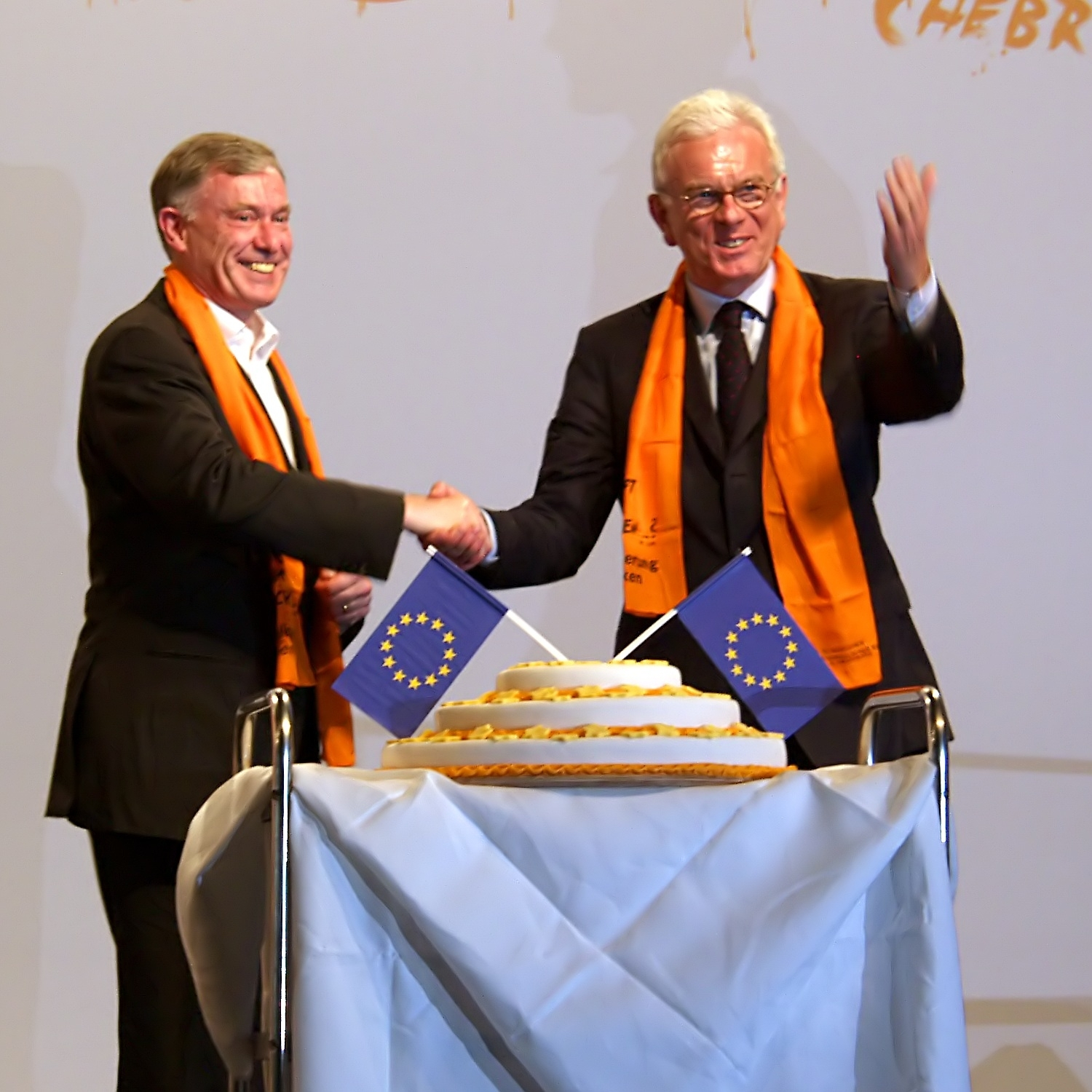
Horst Köhler i Hans-Gert Pöttering podczas obchodów dnia Kościoła Ewangelickiego w Kolonii, w czerwcu 2007

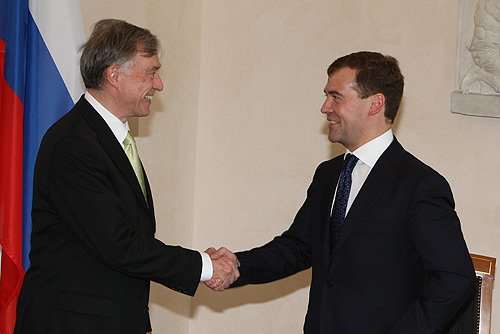
Horst Köhler i prezydent Rosji Dmitrij Miedwiediew w Berlinie, w czerwcu 2008

Horst Köhler (wym. [ˈhɔɐ̯st ˈkøːlɐ]ⓘ, ur. 22 lutego 1943 w Skierbieszowie, zm. 1 lutego 2025 w Berlinie) – niemiecki ekonomista i polityk, działacz Unii Chrześcijańsko-Demokratycznej (CDU), prezes Europejskiego Banku Odbudowy i Rozwoju (1998–2000), dyrektor Międzynarodowego Funduszu Walutowego (2000–2004). W latach 2004–2010 prezydent Republiki Federalnej Niemiec.

## Życiorys

### Młodość
Urodził się w rodzinie chłopskiej, jako jeden z ośmiorga potomstwa. Jego rodzice byli Niemcami besarabskimi i do II wojny światowej mieszkali w mieście Rîșcani w należącej wówczas do Rumunii Besarabii (obecnie Mołdawia). W wyniku porozumień paktu Ribbentrop-Mołotow Besarabia została anektowana przez ZSRR po ultimatum skierowanym w czerwcu 1940 do Rumunii i ludność niemiecka została stamtąd przesiedlona (ściślej – repatriowana do Rzeszy w ramach tzw. akcji Heim ins Reich). Köhlerowie początkowo znaleźli się w Niemczech, a w 1942 r. w wyniku akcji kolonizacyjnej osiedlono ich w Skierbieszowie koło Zamościa. W 1944 matka Horsta Köhlera przesiedlona została z nim i trojgiem jego rodzeństwa do Łodzi ze względu na nasilającą się na Zamojszczyźnie działalność partyzancką, a następnie w styczniu 1945 cała rodzina uciekła przed Armią Czerwoną, osiedlając się w okolicach Lipska, gdzie objęli niewielkie gospodarstwo rolne. Ze względu na kolektywizację rolnictwa w NRD osiem lat później Köhlerowie uciekli przez Berlin Zachodni do Niemiec Zachodnich i po czterech latach pobytu w obozach dla uchodźców osiedlili się na stałe w Ludwigsburgu (Badenia-Wirtembergia). Tam Köhler zdał maturę i po odbyciu 18-miesięcznej zasadniczej i 6-miesięcznej nadterminowej służby wojskowej w 302. batalionie grenadierów pancernych w Ellwangen rozpoczął studia uniwersyteckie.

### Studia i kariera zawodowa
W roku 1969 ukończył studia ekonomiczne i politologiczne na Uniwersytecie w Tybindze. W latach 1969–1976 pracował naukowo na macierzystej uczelni, a w roku 1977 uzyskał stopień doktora nauk ekonomicznych. Był wieloletnim urzędnikiem administracji państwowej w Ministerstwie Gospodarki i Ministerstwie Finansów. Od 1981 r. był członkiem Unii Chrześcijańsko-Demokratycznej (CDU). W latach 1990–1993 był podsekretarzem stanu w Ministerstwie Finansów w gabinecie kanclerza Helmuta Kohla. Przygotowywał i prowadził wiele gospodarczych negocjacji międzypaństwowych, m.in. spotkania grupy państw G7 oraz unię walutową między NRD a RFN. Negocjował też finansowe warunki wycofania Armii Radzieckiej z Niemiec.
Od 1998 r. kierował Europejskim Bankiem Odbudowy i Rozwoju. W 2000 r. został wybrany na dyrektora zarządzającego Międzynarodowego Funduszu Walutowego i przewodniczącego Rady Wykonawczej MFW (po odrzuceniu przez USA innego niemieckiego kandydata, C. Koch-Wesera).

### Prezydent Federalny

#### I kadencja
W marcu 2004 został wybrany przez koalicję kilku partii (CDU, CSU i FDP) na kandydata na prezydenta Niemiec i złożył rezygnację z kierowania MFW. 23 maja 2004 pokonał w wyborach prezydenckich Gesine Schwan i został wybrany następcą Johannesa Raua. Zgromadzenie Federalne, połączone obie izby parlamentu RFN, Bundestag i Bundesrat, wybrały go w pierwszej turze głosowania. Uzyskał 604 głosy – o jeden głos więcej niż wynosiła absolutna większość. Objął urząd 1 lipca 2004 roku.
We wrześniu 2006 roku wziął udział w „Dniu Ziem Ojczystych” organizowanym przez Związek Wypędzonych. Było to pierwsze uczestnictwo prezydenta Republiki Federalnej Niemiec w corocznej imprezie ziomkostw. W swoim przemówieniu przypomniał wszystkim uczestnikom, że Niemcy ponoszą odpowiedzialność za śmierć sześciu milionów obywateli polskich i że historię trzeba traktować uczciwie.

I musimy szukać dialogu na te tematy z naszymi polskimi, czeskimi, słowackimi, węgierskimi sąsiadami, innymi krajami sąsiedzkimi i przyjaciółmi, ponieważ elementem naszej wspólnej dobrej przyszłości powinien być fakt, że podchodzimy do naszej przeszłości uczciwie, kierując się wolą pojednania.

Przypomniał również deklarację swojego poprzednika Johannesa Raua, że w stosunkach polsko-niemieckich nie ma miejsca na wzajemne roszczenia oraz potępił działania Powiernictwa Pruskiego.

Musimy cierpliwie tłumaczyć, że nie ma w Niemczech żadnej liczącej się siły politycznej, która chciałaby „napisać historię na nowo”. Ja takiej nie widzę, i to musimy też wyraźnie powiedzieć. Ostatnio debata wokół centrum przeciwko wypędzeniom u naszych sąsiadów niektórych napełniła niepokojem i troską. Nie powinniśmy ignorować tych obaw – tym bardziej, jeśli uznajemy je za bezpodstawne. Nie ma żadnej wątpliwości, co wywołało ucieczkę i wypędzenie: narodowosocjalistyczny reżim bezprawia i rozpętana przez Niemcy II wojna światowa. Witam z zadowoleniem fakt, że Związek Wypędzonych odciął się od Powiernictwa Pruskiego.

29 grudnia 2007 w wywiadzie dla „Frankfurter Allgemeine Zeitung” stwierdził między innymi: „Nie uważam się za wypędzonego. Wypędzeni zostali Polacy, w których domu moi rodzice zostali wtedy zakwaterowani”.

#### II kadencja
23 maja 2008 roku ogłosił, że będzie ubiegał się o urząd prezydenta w 2009 r. Jego kontrkandydatką była ponownie Gesine Schwan. Tłumacząc powody swojej decyzji powiedział, że chce jak najlepiej wspierać zmiany w swoim kraju. Podziękował rodakom za wsparcie i krytykę. Na pytania o kontrkandydaturę Gesine Schwan odpowiedział, iż nie obawia się demokratycznej konkurencji. W pierwszej rundzie głosowania otrzymał 613 głosów, czyli dokładnie tyle, ile wynosiła bezwzględna większość i w ten sposób został wybrany na drugą kadencję.
W czerwcu 2008 zapowiedział, że wstrzyma się z ratyfikacją Traktatu lizbońskiego do czasu pozytywnego orzeczenia Trybunału Konstytucyjnego o jego zgodności z ustawą zasadniczą. Ostatecznie dokument ratyfikował jako jeden z trzech ostatnich przywódców europejskich (przed prezydentami Klausem i Kaczyńskim) 25 września 2009.
18 kwietnia 2010 w Krakowie reprezentował Niemcy na pogrzebie pary prezydenckiej, Marii i Lecha Kaczyńskich.
31 maja 2010 ustąpił z urzędu. Rezygnacja miała związek z jego radiową wypowiedzią na temat wojskowej interwencji w Afganistanie i potencjalnym użyciem Bundeswehry w celu zabezpieczania niemieckich interesów gospodarczych. Jego stanowisko zostało przez niektóre media, polityków i prawników uznane za kontrowersyjne, a nawet określone jako jawne nawoływanie do łamania konstytucji.
Zgodnie z konstytucją obowiązki ustępującego prezydenta przejął Przewodniczący Bundesratu, Jens Böhrnsen.

#### Charakterystyka prezydentury

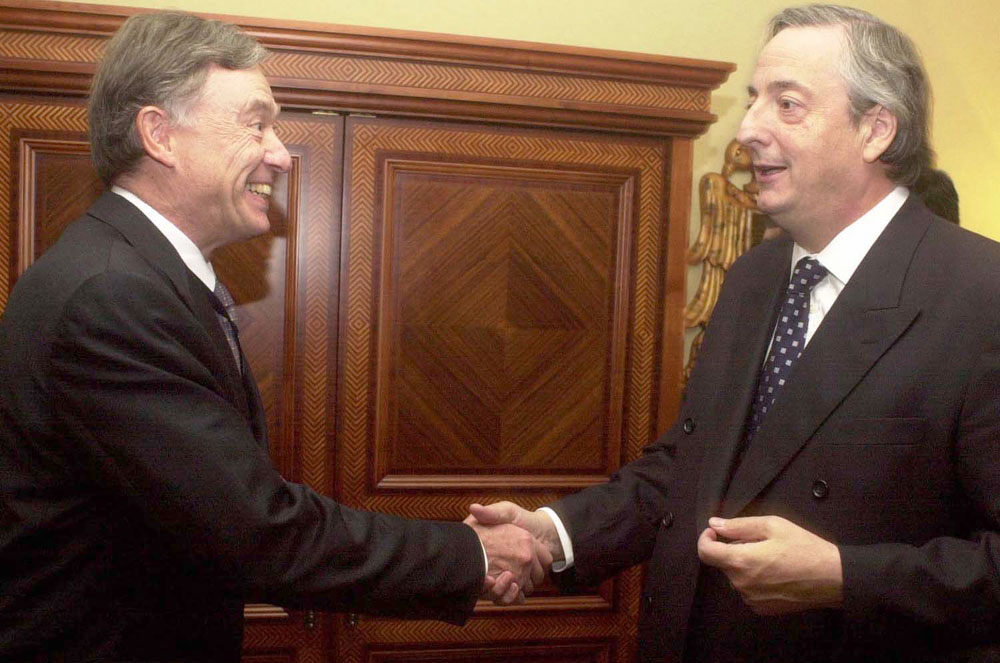
Horst Köhler z ówczesnym prezydentem Argentyny Néstorem Kirchnerem na spotkaniu w Meksyku w styczniu 2004

Regularnie zabierał głos w aktualnych debatach. Dwukrotnie odmówił podpisania ustaw przegłosowanych w Bundestagu, co ze względu na słabą konstytucyjną pozycję niemieckiego prezydenta miało miejsce jedynie kilka razy w całej powojennej historii kraju. Ze względu na swą krytyczną postawę oraz odwagę głoszenia poglądów niewygodnych dla partii rządzących bywał krytykowany przez innych polityków, zyskał sobie jednak sympatię społeczeństwa.
W polityce wewnętrznej był zwolennikiem ograniczenia roli państwa na rzecz większej odpowiedzialności obywateli, opowiadał się za wydłużeniem czasu pracy oraz podwyższeniem wieku emerytalnego, nie wykluczał wprowadzenia opłat za studia. Jego zdaniem Niemcy wymagają reform. Jego hasło to „Niemcy muszą się obudzić”.
Był pierwszym przywódcą w historii Niemiec, który za cel pierwszej podróży zagranicznej wybrał Warszawę, przedkładając stolicę Polski nad Paryż, Londyn czy Rzym. Ten symboliczny wybór uzasadniał w Bundestagu podkreślając poczucie obowiązku związane z rozszerzeniem Unii Europejskiej. Był zwolennikiem poprawy stosunków z USA. Jego zdaniem Europa powinna utrzymać ścisłe stosunki z Ameryką, nie rezygnując z krytyki tam, gdzie jest ona uzasadniona. Jako prezydent Niemiec angażował się również na rzecz Afryki.

### Po prezydenturze
W 2011 został jednym z członków rady doradczej Kulczyk Investments
W 2012 Sekretarz Generalny Organizacji Narodów Zjednoczonych, Ban Ki-Moon, mianował Horsta Köhlera członkiem panelu doradczego ds. opracowania Agendy na rzecz Zrównoważonego Rozwoju 2030. W latach 2016–2017 wraz z Kofim Annanem współprzewodniczył specjalnemu panelowi doradczemu Afrykańskiego Banku Rozwoju. W sierpniu 2017 sekretarz generalny ONZ António Guterres mianował go specjalnym wysłannikiem ds. Sahary Zachodniej. Funkcję tę pełnił do maja 2019 roku. Wykładał również jako profesor honorowy na Uniwersytecie w Tybindze.

### Śmierć i pogrzeb
Zmarł 1 lutego 2025, trzy tygodnie przed swoimi 82. urodzinami, po krótkiej, ciężkiej chorobie w Berlinie. 18 lutego odbyły się państwowe uroczystości pogrzebowe byłego prezydenta, w których uczestniczyli m.in. obecny prezydent Niemiec, Frank-Walter Steinmeier, kanclerz Niemiec Olaf Scholz, była kanclerz Angela Merkel oraz były prezydent Austrii Heinz Fischer.

## Życie prywatne
Od 1969 jego żoną była Eva-Luise Bohnet. Para miała dwójkę dzieci córkę Ulrikę i syna Jochena.

## Nagrody i odznaczenia
- Stopień Specjalny Krzyża Wielkiego Orderu Zasługi RFN – 2004, ex officio (po wyborze na urząd Prezydenta RFN)
- Order „Przyjaźń” I klasy (Kazachstan, 2001)[15]
- Order Orła Białego (Polska) – 2005[16]
- Krzyż Wielki Orderu Świętego Olafa (Norwegia) – 2007[17]
- Krzyż Wielki Orderu Infanta Henryka (Portugalia) – 2009[18]
- Order Zasługi Republiki Włoskiej I Klasy z Wielkim Łańcuchem – 2006[19]
- Nagroda Orła Jana Karskiego (2023) „za budowanie dialogu, porozumienia i gojenia ran w relacjach niemiecko-polskich i polsko-niemieckich”[20]